# Привокзальна площа (Сімферополь)
У Вікіпедії є статті про інші площі з назвою Привокзальна площа
Привокзальна площа (крим. Prıvokzalna meydanı) — площа Сімферополя, в Залізничному районі міста, перед вокзалом Сімферополь-Пасажирський.

## Опис
Знаходиться на розі вулиці Гагарина та бульвару Леніна.
У травні-червні площа регулярно затоплюється через сильні дощі у цей період та несправність ливневої системи.
На площі біля бульвару Леніна знаходиться пам'ятний знак депортації, біля якого відбуваються мітинги, покладання квітів та молебні, приурочені річниць депортації кримськотатарського народу.

## Історія
14 жовтня 1874 року була офіційно здана в експлуатацію ділянка Мелітополь-Сімферополь Лозово-Севастопольської залізниці. Станція та депо були побудовані на західній болотистій околиці Сімферополя. Між містом та вокзалом був пустир, на більшій частині якого в 1922 був розбитий Робочий сад.
У 1952 році, після побудови нової будівлі вокзалу, площу значно розширили.
У 1965 році на Привокзальній площі встановлено пам'ятник «Ленін на відпочинку». У цей же час знесено старі одноповерхові будиночки та кіоски. На їх місці збудовано нові житлові багатоповерхові будинки, Будинок культури залізничників, магазини.
Спочатку міські тролейбусні маршрути розгорталися привокзальною площею так само, як це і зараз здійснюють міжміські рейси. Пізніше їх пустили більш коротким колом.